# NGC 1416
NGC 1416 je galaksija u zviježđu Eridan.

## Vanjske poveznice
- SEDS: NGC 1416